# (12246) Pliska
(12246) Pliska est un astéroïde de la ceinture principale.

## Description
(12246) Pliska est un astéroïde de la ceinture principale. Il fut découvert le 11 septembre 1988 à Smolyan par Violeta G. Ivanova. Il présente une orbite caractérisée par un demi-grand axe de 2,32 UA, une excentricité de 0,12 et une inclinaison de 6,0° par rapport à l'écliptique.

## Compléments